# Pachydissus boops
Pachydissus boops es una especie de escarabajo longicornio del género Pachydissus, tribu Cerambycini, subfamilia Cerambycinae. Fue descrita científicamente por Blackburn en 1890.

## Descripción
Mide 26-33,75 milímetros de longitud.

## Distribución
Se distribuye por Australia.